# 誤読
| ウィキペディアには「誤読」という見出しの百科事典記事はありません（タイトルに「誤読」を含むページの一覧/「誤読」で始まるページの一覧）。 代わりにウィクショナリーのページ「誤読」が役に立つかもしれません。 |